# アンダーパー
アンダーパーは、プロダクション人力舎に所属する日本のお笑いコンビ。2022年12月5日までトリオで活動していた。スクールJCA22期生。

## メンバー
- 藤原 丞（ふじわら たすく、1985年7月28日（39歳） -）

ツッコミ担当、立ち位置は左。
岩手県盛岡市出身。
趣味はルアーフィッシング、競馬、サッカー（観るのもやるのも・鹿島アントラーズ）。
既婚者であり、相手は元アイドル。
過去に銀座の名店で板前としての勤務経験がある。
- マッチ（1986年5月30日（38歳） -）

ボケ担当、立ち位置は右。
愛知県名古屋市出身。
本名、近藤 雅彦（こんどう まさひこ）。
趣味はビリヤード、マンガ収集。特技はエクストリームけん玉、ZIPPOの色々なつけ方。
かつてテコンドーをやっていたが、その試合中に「つまらない」と思ってそのままやめたとのこと。
近藤真彦と同音の名前であることから「マッチ」と呼ばれていたが、2023年5月23日に芸名として正式に改名した。
YouTubeで、「SOUL’d OUTでおにぎりをキレイに握る動画」シリーズをアップしている。

### 元メンバー
- 柏信 圭吾（かしのぶ けいご、1984年12月28日（40歳） -）

ボケ・リーダー担当、トリオ時代の立ち位置は中央。
広島県広島市出身。
芸名は当初現在と同じく本名と同じ名義で活動していたが、2016年10月1日に小道具（こどうぐ）へ改名。物だとしたら喋れるし万能だからということで人間をやめて「物になろう」と思った旨から、「トリオを最大限に生かす“小道具”になりたい」という意味での改名であったがこれといって定着せず1年ほど経て芸名を本名に戻した。この改名は「本当に一瞬の気の迷いだった」と話している。
過去に海上自衛隊での勤務経験がある。
スクールJCAに入ったばかりの頃は、コンビの解散を繰り返していた。
2022年12月5日、地元の広島へ帰省し実家の米農家を継ぐために脱退。

## 経歴
スクールJCAの22期出身同士として出会う。
当初は藤原が近藤を誘う形でコンビを組んでいた。その3か月ほど後に柏信が加入、現在のトリオとなる。
以前よりアンダーパーへ入りたいと思っていた柏信が藤原にその旨を相談し、藤原が近藤を説得して今のメンバーとなる。説得した内容は「研究生として入れよう」であった。お互いに東京03が好きという共通点もあって、一度トリオとして試してみるのもいいかなと思ったとのこと。
トリオ名の由来は売れている事務所の先輩のコンビ名についている「アン」（アンタッチャブル・アンジャッシュ）、濁点がつくと売れるという都市伝説、近藤が以前仕事で携わっていたゴルフの用語を組み合わせたもの。ゴルフではアンダーパーは好成績となることから「成績優秀なトリオ」という意味もある。また、いきなりトップやナンバーワンというのはおこがましいので、せめて平均より上くらいを目指そうという意味も込められているという。
2022年11月28日、所属事務所の公式ホームページにてトリオでの活動を終了する事を発表。同年12月5日開催の事務所ライブ「バカ爆走!」がトリオとしての最後の舞台となった。柏信は芸能界を引退し、今後は藤原と近藤でコンビとして活動していく。

## 芸風
主にコントだが、漫才も演じたりする。柏信のトンチンカンな演技に2人がベタなネタで絡むパターンが多い。
漫才を行うトリオの中でツッコミ担当の立ち位置が真ん中ではない、珍しいパターンのトリオ（同様のトリオとしてはグランジ、バビロン、お団子まんじゅうなど。トリオ全体ではロバートも該当するがロバートはコント専門である）。

## 賞レース成績
- 2015年 M-1グランプリ2015 3回戦進出[8]
- 2016年 M-1グランプリ2016 1回戦敗退[8]
- 2017年 M-1グランプリ2017 2回戦進出[8]
- 2018年 ABCお笑いグランプリ 準決勝進出
- 2018年 M-1グランプリ2018 1回戦敗退[9]
- 2019年 キングオブコント 準々決勝進出
- 2021年 ABCお笑いグランプリ 準決勝進出
- 2021年 キングオブコント 準々決勝進出
- 2022年 ABCお笑いグランプリ 準決勝進出
- 2022年 キングオブコント 準々決勝進出
- 2023年 M-1グランプリ2023 1回戦敗退[9]
- 2024年 M-1グランプリ2024 3回戦進出[9]

## エピソード
- 藤原は今までに複数の転職を繰り返している（本人曰く20種類以上の仕事の経験がある）。藤原曰く「仕事を覚えてしまうと新しい事をやりたくなる傾向がある」とのこと。
- 3人とも20代後半になってから養成所に入った。同期の中でも年齢が高いためか3人にのみ「30代のお父さん役」のオーディションの話が入り、トリオで仕事を取り合う形になった。
- 3人とも甘い物好き。お酒を飲まない。特に柏信はホッピーの瓶を見ただけで酔った事がある。

## 出演

### テレビ
- ウチのガヤがすみません!（日本テレビ）
- PON!（2015年12月21日、日本テレビ）
- 水曜日のダウンタウン（2014年8月13日、TBS）- 藤原のみ
- 癒し屋キリコの約束（東海テレビ、フジテレビ系）- 藤原のみ
- ABChanZOO（2016年5月7日、テレビ東京）- 近藤のみ
- BSイレブン競馬中継 SATURDAY（2017年1月7日 - 12月23日、BS11）- 藤原のみ。最初は本名、途中からは「バレット藤原」として出演
- クーリングオフ型ネタ見せ番組[10]（フジテレビ）
- 東京オーディション（仮）[11]（TOKYO MX）
- ※注 芸人調べ（テレビ朝日）
- 白黒アンジャッシュ（千葉テレビ）
- 話題のアプリ　ええじゃないか！（TOKYO MX）
- 競馬場の達人（グリーンチャンネル）- 藤原のみ
- うまのこTIM（グリーンチャンネル）- 藤原のみ準レギュラー
- 爆笑そっくりものまね紅白歌合戦スペシャル（2020年5月20日、フジテレビ）
- 勇者ああああ〜ゲーム知識ゼロでもなんとなく見られるゲーム番組〜（2021年1月30日、テレビ東京）- 藤原のみ
- アメトーーク!（2022年6月2日、テレビ朝日）- 近藤のみ
- あらびき団（2022年8月3日、TBSテレビ）- 2夜連続!真夏の最強パフォーマー決定戦・第2夜

### ラジオ
- マイナビ Laughter Night（TBSラジオ） - 2018年8月24日[12]、2019年1月25日[13]・5月3日[14]、2020年4月10日[15]、2021年7月23日[16]
- ノリノリで行こうぜ！（FM愛知）
- AVALON（J-wave) - 藤原のみ
- サンドウィッチマンの天使のつくり笑い（NHKラジオ第一）
- 岡副麻希のほくほくたいむ（文化放送）
- JJチャンネル（サッカー）（stand.fm、2023年2月6日 -） [17]

### CM
- 大鵬薬品工業 チオビタゴールドα「社長登場篇」 - 藤原のみ
- ハウスコム×プロダクション人力舎「アンダーパー編」

### DVD
- アンタッチャブル柴田の「超ワロタwwww」～もうすぐ世間に知られてしまう超絶おもしろ芸人たち～

### 配信ドラマ
- リコハイ!! 第3話・第4話（2021年4月30日・5月7日、Paravi） - 引越し業者 役

### ライブ
- Spark!
- バカ爆走!（事務所ライブ、新宿Fu-）
- どっきん!（事務所ライブ、新宿バティオス）
- ラ・ママ新人コント大会

### 単独公演
- 「OB」（2016年1月28日、しもきた空間リバティ）[18]
- 「バイナル」（2019年4月8日・9日、新宿バティオス）[19]

### イベント等
- イナズマロックフェス（2018年）
- 爆生!!お笑いinよこすか（2019年）